# بيريف ام بي ار -2
بيريف ام بي ار -2 (بالإنجليزية: Beriev MBR-2)‏ هي طائرة دورية أنتجت في 1934. من صناعة بيريف. كان أول طيران لها في 1931.